# تامری پخاکادزه
تامری پخاکادزه (گرجی: თამრი ფხაკაძე؛ زادهٔ ۲۸ ژوئیهٔ ۱۹۵۷) نویسنده، نمایشنامه‌نویس، فیلم‌نامه‌نویس و نویسنده کودکان اهل کشور گرجستان است.